# Dobri Džurov
Dobri Džurov (Distretto di Loveč, 5 gennaio 1916 – Sofia, 17 giugno 2002) è stato un generale e politico bulgaro, fu l'ultimo ministro della difesa della Repubblica Popolare di Bulgaria dal 1962 al 1990.

## Biografia
Džurov partecipò al movimento di resistenza bulgaro durante la Seconda guerra mondiale. Fu comandante di una brigata di guerriglieri. Dopo il golpe comunista in Bulgaria avvenuto nel 1944, iniziò a lavorare al ministero dell'interno e in seguito divenne un ufficiale nell'Esercito bulgaro. Fu nominato ministro della difesa popolare nel 1962. Fu responsabile della partecipazione della Bulgaria nell'invasione della Cecoslovacchia nel 1968. Fu membro pieno del comitato centrale del Partito Comunista Bulgaro fin dal 1974.
Džurov ebbe un ruolo chiave nell'allontanamento del segretario del Partito Comunista Bulgaro Todor Živkov nel dicembre del 1989. Nonostante le sue relazioni con Živkov durassero sin dalla resistenza nella Seconda guerra mondiale, aveva iniziato ad essere fortemente disgustato dal comportamento di Živkov. Quando diede il suo consenso alla rimozione di Živkov, gli fu affidato il compito di evitare che Živkov avesse vie d'uscita.
il 9 novembre 1989, un giorno prima di una riunione del politburo in programma, Džurov invitò Živkov a dimettersi. Mise in guardia Živkov che il politburo aveva perso la fiducia in lui, e che vi erano abbastanza voti per la sua rimozione. Živkov fu preso di sorpresa e cercò aiuto, che non gli fu accordato. Živkov capì che era finito, e si dimise dalla sua carica.
il figlio di Džurov, Čavdar Džurov, fu il pilota militare che nel 1965 realizzò il record del più grande lancio in paracadute.